# صاحبك من بختك (فلم)
صاحبك من بختك  فيلم دراما مصري صدر عام 1990  للمخرج إسماعيل حسن الذي كتب القصة والسيناريو والحوار أيضاً. الفيلم من بطولة سعيد صالح، إسعاد يونس، سميرة صدقي، شريف صبري، حسين الشربيني، ونعيمة الصغير. تدور الأحداث حول علي ومأمون الصديقان وزملاء مدرسة واحدة، يتخرج علي بكلية الحقوق ليصبح محاميًا فقيرًا بينما يفشل مأمون في الدراسة ويتجه للتجارة مع والده في المخدرات، بعد سنوات يلتقي علي بزميلته في الجامعة، هدى، التي يحبها ويستعد للزواج منها، لكن مأمون يقرر إغراء هدى بالمال لسرقتها من صديقه.
صدر الفيلم إلى دور العرض المصرية في 4 يونيو 1990. وكان العرض الأول في دار سينما ديانا بوسط القاهرة.
منح موقع قاعدة بيانات الأفلام العربية «السينما.كوم» الفيلم درجة 5.3/ 10.

## طاقم التمثيل
سعيد صالح: في دور مأمون الحلواني 
إسعاد يونس: في دور هدى (عاملة بمحل تجاري)
سميرة صدقي: في دور سهام (راقصة متقاعدة)
شريف صبري: في دور علي درويش (المحامي)
حسين الشربيني: في دور مرسي (عاطل – زوج سنية)
نعيمة الصغير: في دور سنية (والدة هدى)
أحمد أبو عبية: في دور درويش (حاجب المحكمة – والد علي)
عبد المنعم النمر: في دور صبري عبد الفتاح (المحامي الكبير)
بالاشتراك مع: سمير رستم – محمد عشماوي – أحمد رضوان – محمد نجيب – ميرفت حافظ – عبد الله عبد العزيز – مجدي محجوب – وفاء عبد الحليم – ماجدة كامل – طارق ريحان – مطاوع عويس – حللي محمد – طارق غريب.

## أحداث الفيلم
يدرس مأمون الحلواني (سعيد صالح) وعلي درويش (شريف صبري) في كلية الحقوق، ومأمون غير مهتم بدراسته واستنفذ مرات الرسوب. يترك مأمون دراسته الجامعية ويعمل مع والده في التجارة والمقاولات، ويسلك الطرق الملتوية ويتاجر في المواد المخدرة التي يخفيها بين البضائع التي يستوردها من الخارج. كما يمارس خداع راغبي الزواج ويقيم مشاريع بناء المساكن الوهمية، وبموجب هذه المشاريع يحصل على قروض من البنوك، ويساعده المسؤولين المرتشون، حتى يصبح صاحب ملايين الجنيهات، ويتزوج عرفيا من الراقصة السابقة سهام (سميرة صدقي). بينما يستمر علي درويش، مجتهداً، في دراسته وهو ابن حاجب المحكمة عم درويش (أحمد أبو عبية). يتخرج علي من كلية الحقوق ويبدأ تدريبه المهني بمكتب الاستاذ صبري عبد الفتاح (عبد المنعم النمر) ويخطب جارته هدى (إسعاد يونس) التي تعمل في محل تجاري وتعيش مع والدتها سنية (نعيمة الصغير) وزوج والدتها مرسي (حسين الشربيني) العاطل الذي يتزوج الأرامل عرفيا من أجل ما يحصلون عليه من معاش أزواجهن. يلتقي مأمون بصديق دراسته علي وبصحبته هدى ويشعر بالغيرة ويبدأ في محاولة إثبات لصديقه القديم أن المال أهم من التعليم. يسعى مأمون لاستمالة هدى وعندما فشل لجأ إلى زوج الأم، مرسي، وأمطره بالهدايا والأموال، فهدد مرسي زوجته سنية بأنه سيبلغ عنها الجهات الحكومية حيث أنها تزوجته دون أن تعلن ذلك، حتى تحصل على معاش الزوج المتوفي. تقبل هدى الزواج بمأمون خوفاً من تعرض والدتها للسجن. يترك مأمون زوجته هدى في فيلا فاخرة وحيدة لينعم هو مع زوجته عرفيا سهام. تعاني هدى من هذا الوضع وتهجر مأمون الذي يبلغ الشرطة أن زوجته هدى سرقت مجوهرات من بيته بعد أن طلقها غيابياً. تلقي الشرطة القبض على هدى. تلجأ سنية إلى المحامي على الذي أرتفع نجمه وأصبح محامي لامع. ينقذ على حبيبته هدى من السجن ويتحرى عن أعمال مأمون. تكتشف الشرطة خداع مأمون وتوجه له تهمة البلاغ الكاذب، والنصب على الاهالي، ولكنه يعلن أمام وكيل النيابة أنه قام برد طليقته هدى غيابيا، كما طلقها من قبل غيابيا، ويقول لعلى: «صاحبك من بختك».

## وصلات خارجية
- صاحبك من بختك على موقع IMDb (الإنجليزية)
- صاحبك من بختك على موقع قاعدة بيانات الأفلام العربية
- صاحبك من بختك على موقع كينوبويسك (الروسية)
- صاحبك من بختك على موقع الدهليز
- صاحبك من بختك على موقع كاروهات

https://en.kinorium.com/1455323/ صاحبك من بختك (فيلم) 
https://www.mix-movie.com/films/219905 نسخة محفوظة 11 أكتوبر 2022 على موقع واي باك مشين. صاحبك من بختك (فلم) 
https://www.peliplat.com/es/library/movie/pp10497650 صاحبك من بختك (فلم) 